# انفصالية نسوية
الانفصالية النسوية هي النظرية القائلة إن المعارضة النسوية للنظام الأبوي يمكن الوصول إليها من خلال فصل النساء عن الرجال. لأن معظم التنظير يتركز على النسوية المثلية، يُنظر إلى الانفصالية النسوية على أنها انفصالية مثلية، ولكن معظم أوجه الحركة النسوية تستخدم أو تتأثر بالانفصالية النسوية.

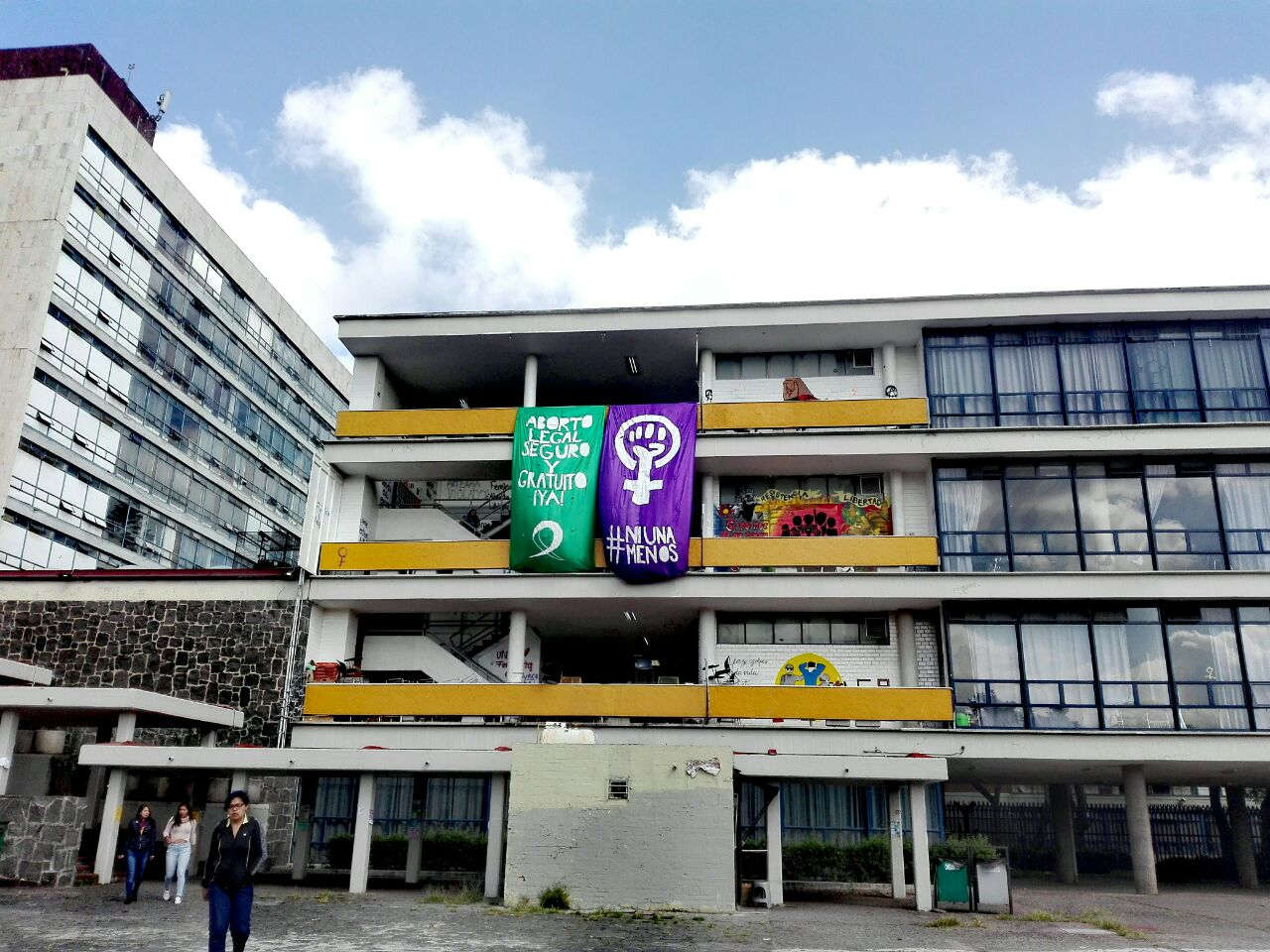

تصف المؤلفة مارلين فراي الانفصالية النسوية على أنها الانفصال عن أنواع مختلفة أو أنماط من الرجال والمؤسسات والعلاقات والأدوار والنشاطات التي يُحددها أو يسيطر عليها الذكور أو التي تعمل لمصلحة انتفاع الذكور أو المحافظة على امتيازات الذكور؛ يُطلق هذا الانفصال ويُحافظ عليه، في الإرادة، من قبل النساء.

## خلفية
تضف الناقدة الثقافية أليس إيكولز ظهور حركة الانفصال المثلية بصفتها استجابة لمشاعر رهاب المثلية التي عبرت عنها منظمات نسوية مثل المنظمة الوطنية للنساء. تحاجج إيكولس أن إدخال رهاب الجنس يُزعج العديد من النسويات المغايرات اللائي وجدن في الحركة النسوية فترة راحة مرحب بها من الجنسانية. تعتبر إيكولس الانفصال بمثابة إستراتيجية مثلية لفك المثلية النسائية من الجنس وعليه تشعر النساء المغايرات في الحركة النسوية بمزيد من الراحة.
إحدى أقدم الأمثلة على الانفصالية النسوية هي الخلية رقم 16 التي أسستها روكسان دنبار عام 1968. تُرجع المؤرخة الثقافية أليس إيكولس أن عمل الخلية رقم 16 ساعد في إنشاء الأساس النظري للانفصالية المثلية النسوية. تستشهد إيكولس بالخلية رقم 16 بصفتها مثالًا عن الانفصالية النسوية المغايرة، إذ لم تؤيد المجموعة النسوية المثلية بصفتها إستراتيجية سياسية.
في مجلة لا مزيد من المرح والألعاب، وهي دورية راديكالية نسوية تابعة للمنظمة، نصحت روكسان دنبار وليزا ليغورن النساء بالانفصال عن الرجال الذين لا يعملون بشكل واعي لتحرير النساء. نصحن بدلًا من ذلك بفترات من العزوبة بدلًا من العلاقات المثلية التي اعتبروها ليست أكثر من حل شخصي.

## المعنى والغاية
يتباين مؤيدو النزعة الانفصالية النسوية بآراء حول معنى الانفصالية النسوية والمثلية. تشمل المناقشات الرئيسية مدى فصل المرأة عن الرجل، سواءً كانت إيديولوجية صارمة أو إستراتيجية، وكيف تعمل لصالح المرأة.

### الانفصالية النسوية العامة
في مقالة عن النسوية الاشتراكية منشورة عام 1972، فرّق فصل هايد بارك التابع لاتحاد تحرير المرأة في شيكاغو بين الانفصالية بصفتها موقف إيديولوجي وبصفتها موقف تكتيكي. وفي نفس الوثيقة، ميزوا بشكل متزايد بين الانفصالية بصفتها ممارسة شخصية وبين كونها موقفًا سياسيًا.
في مقال للنسوية المثلية مارلين فراي عام 1979 بعنوان ملاحظات عن الانفصالية والسلطة، تتخيل مارلين الانفصالية النسائية بصفتها إستراتيجية تمارسها جميع النساء، في مرحلة ما، وحاضرة في العديد من مشاريع النسوية (قد يذكر الشخص ملاجئ النساء أو الحصص الانتخابية أو برامج الدراسات النسائية). تحاجج مارلين إنه فقط عندما تمارسه النساء، بوعي ذاتي على أنه فصل عن الرجل يُعامل بسخط (أو كما تقترح بهستيريا). يُنظر إلى الانفصالية الذكورية، من ناحية أخرى (يمكن للشخص الاستشهاد بنوادي الرجال المحترمين ونقابات العمل وفرق الرياضة والجيش وبشكل أكثر إثارة للجدل، مواقع اتخاذ القرار بشكل عام) على أنها ظاهرة طبيعية، بل ومناسبة.
تعتقد بعض النسويات الانفصاليات أن الرجال لا يستطيعون تقديم مساهمات إيجابية للحركة النسوية، وأنه حتى الرجال ذوي النوايا الطيبة يكررون ديناميات النظام الأبوي.

### الانفصالية المثلية
ترى شارلوت بانش، العضو المبكر في مجموعة الغضب الجماعي، إلى النزعة الانفصالية باعتبارها إستراتيجية أو خطوة أولى أو انسحابًا مؤقتًا من النشاط السائد لتحقيق أهداف محددة أو تعزيز النمو الشخصي.
بالإضافة إلى الدعوة للانسحاب من العمل أو العلاقات الشخصية أو غير الرسمية مع الرجال، أوصت المجموعة بأن الانفصاليات المثليات يتصلن فقط مع النساء اللواتي قطعن علاقاتهن بامتياز الذكور، وتُشير إلى أنه طالما ظلت المرأة تستفيد من الجنس الآخر في امتيازاتها وأمنها، سيتعين عليها في مرحلة ما خيانة أخواتها، وخاصة الأخوات المثليات اللائي لا يتلقين هذه المزايا. كان هذا جزءًا من فكرة أكبر صاغتها بانش في التعلم من الانفصالية المثلية (1976)، مفادها أن الجنس الآخر في مجتمع يتفوق فيه الذكور هو مؤسسة سياسية، وممارسة الانفصالية هي وسيلة للهروب من سيطرته.
اعتبرت الانفصالية من قبل المثليات بصفتها إستراتيجية مؤقتة وممارسة مدى الحياة. اختارت إيلانا دياكوومون الكاتبة الحائزة على جائزة لامبدا الانفصالية كممارسة مدى الحياة.
في كتابها الذي صدر عام 1988 بعنوان «أخلاقيات المثليات: نحو قيمة جديدة»، تلمح الفيلسوفة المثلية سارة لوسيا هوغلاند إلى إمكانات الانفصالية المثلية لتشجيع المثليات على تطوير أخلاقيات مجتمع صحية تستند إلى قيم مشتركة. تصوغ هوغلاند تمييزًا (المشار إليه في الأصل من قبل المؤلفة الانفصالية المثلية والأنطولوجية، جوليا بينيلوب) بين ثقافة مثلية فرعية ومجتمع مثلي؛ تُعرف العضوية في الثقافة الفرعية بالكلمات السلبية من خلال ثقافة معادية خارجية، والعضوية في المجتمع على أساس القيم التي نعتقد أننا نستطيع سنها هنا. وتعتقد بيت تالين أن الانفصالية المثلية، على عكس بعض الحركات الانفصالية الأخرى، لا تتعلق بتأسيس دولة مستقلة، وإنما تتعلق بتطوير هوية ذاتية مستقلة وإنشاء مجتمع مثلي قوي وصلب. وصفت المؤرخة المثلية ليليان فادرمان الدوافع الانفصالية للحركة النسائية المثلية التي خلقت الثقافة والنتاج الثقافي بأنها تعطي الحب بين النساء رؤية أكبر في الثقافة الأوسع. تعتقد فادرمان أيضًا أن النسويات المثليات اللاتي عملن لإنشاء مؤسسات انفصالية فعلن ذلك لإحضار مُثُلهن العليا حول النزاهة ورعاية المحتاجين وتقرير المصير والمساواة في العمل والمكافآت في جميع جوانب بناء المؤسسات والاقتصاد.

## الانفصالية المثلية والمثلية الراديكالية
تُعد الانفصالية المثلية نوعًا من الانفصالية النسوية الخاصة بالمثليات. اشترت العديد من الانفصاليات المثليات الأرض حتى يتمكن من العيش بشكل منفصل عن الرجال والنساء المغايرات.
تُمثل المثلية الراديكالية وغيرها من الحركات المماثلة انقطاعًا عن الحركات النسوية الأوسع. توفر المثلية الراديكالية محاولةً من قبل بعض النسويات والمثليات لمحاولة التوفيق بين ما يرون أنه صراعات متأصلة مع الأهداف المعلنة للحركة النسائية. نتجت العديد من هذه النزاعات والتمزقات عن قضايا ناشئة عن روايات ثقافية أوسع نطاقًا وقومية حول المرأة. تُنشئ بعضها بشكل مستقل استجابة لهذه الاحتياجات، في حين أن البعض الآخر يستلهم من الحركات الراديكالية في البلدان الأخرى. لا ينتج عن هذا تاريخ واحد للمثلية الراديكالية، بل صراعات قومية منفصلة.
على الصعيد الدولي، غالبًا ما استفادت المثليات الراديكاليات من الفضاءات الدولية المتقاربة لإنشاء أحداث خاصة بهن لزيادة ظهور المثليات. ومن الأمثلة على ذلك مسيرة المثليات عام 1994 في نيويورك في الذكرى الخامسة والعشرين لأعمال شغب ستون وول. مثال آخر كان في مؤتمر بكين العالمي للمرأة عام 1995. مثال ثالث حدث خلال عام 1997 في أمستردام باستضافة ألعاب المثليين.
في الولايات المتحدة، بدأت الحركة في عام 1970، عندما واجهت سبع نساء (بما في ذلك الناشطة المثلية ديل مارتين) المؤتمر الشمالي لمنظمات المثليين حول أهمية حركة حقوق المثليات داخلها. أقر المندوبون قرارًا مؤيدًا لتحرير المرأة، لكن ديل مارتن شعرت بأنها لم تفعل ما يكفي، وكتبت «إذا كان هذا كل ما في الموجود»، وهو مقال مؤثر عام 1970 شجبت فيه منظمات حقوق المثليين بصفتها عنصريّة جنسيًا. شكّل فريق فيوريز كومونة عام 1971 مفتوحة للمثليات فقط، إذ نشروا صحيفة شهرية تسمى ذا فوريز. تتألف فرقة فيوريز من اثنتي عشرة امرأة، تتراوح أعمارهن بين ثمانية عشر وثمانية وعشرين عامًا، وجميعهن من النساء، وجميعهن مثليات وجميعهن من البيض، مع ثلاثة أطفال بينهم. استمرت هذه الأنشطة في الجزء الأول من العقد. وتشمل المجموعات الانفصالية المثلية المعروفة الأخرى غوتر دايكس وغورغونز والمثليات الراديكاليات.